# Kattaqoʻrgʻon (Bezirk)
Der Bezirk Kattaqoʻrgʻon ist ein Bezirk in der usbekischen Viloyat Samarqand. Die Hauptstadt ist die Siedlung städtischen Typs Payshanba. Der Bezirk ist 1390 km2 groß und hat 276.700 Einwohner (Schätzung 2021).

## Gliederung
Der Bezirk ist in 11 Landgemeinden und 8 Siedlungen städtischen Typs untergliedert. Die acht Siedlungen städtischen Typs sind Payshanba, Suv hovuzi, Mundiyon, Polvontepa, Qoradaryo, Vayrat, Yangiqoʻrgʻoncha und Kattaming. Die 11 Landgemeinden sind:
- Girdiqoʻrgʻon
- Yangiqoʻrgʻoncha
- Omonboy
- Kattakoʻrpa
- Kattaming
- Kichikmundiyon
- Moybulok
- Saroyqoʻrgʻon
- Jumaboy
- Qoʻshtepa